# Мартин Кими
Мартин Кристофер Кими (англ. Martin Christopher Keamy) — один из второстепенных героев американского телесериала «Остаться в живых». Лидер наёмников, прибывших на остров с корабля «Kahana». Впервые появился в четвёртом сезоне, роль исполнил Кевин Дюранд.

## Биография персонажа
Мартин Кими из Лас-Вегаса, Невада. По словам Бена, Кими служил в армии и был первым сержантом в пехотном корпусе армии США с 1996 по 2001 год. Позже, он работал наёмником в частных компаниях, проводил важные операции в Уганде. Кими был нанят Чарльзом Уидмором (Алан Дейл) в 2004 году и стал лидером наёмников, прибывших на остров за Беном Лайнусом (Майкл Эмерсон), за большую сумму денег. Второй его миссией было — устранение островитян.
Кими пришёл на корабль, когда на Суве (Фиджи) проводился набор команды. Он знает о правилах и на кого работает. При первой высадке на остров его отряд, в который входили другие наёмники: Омар (Энтони Азизи), Лакур, Кокол, Редферн и Мейхью, убил Даниэль Руссо (Мира Фурлан) и Карла Мартина (Блейк Башофф), а также напал на лагерь Других, где находился отряд Локка (Терри О’Куинн). В результате переговоров использовал Алекс (Таня Реймонд) как способ выманить Бена. Убил Алекс из-за отказа Бена, после чего его отряд был атакован дымовым монстром, которого вызвал Бен. Кими выжил и вернулся на корабль. Когда Фрэнк Лапидус (Джефф Фэйи) отказался снова везти их на остров Кими зарезал Рэя — доктора и Лапидус согласился. Перед вылетом Гольт наставил на него пистолет, но, отвлечённый вопросом о бомбе на руке Кими, пропустил пулю себе в грудь. На следующий день он устроил засаду на Бена близ Орхидеи. Бен сдался ему, но во время похода к вертолёту его отряд был атакован Другими под предводительством Ричарда Алперта (Нестор Карбонель). Пытался догнать Кейт (Эванджелин Лилли) и Бена, в результате драки с Саидом (Навин Эндрюс) был застрелен Ричардом, но выжил. Проник вслед за Локком и Беном на Орхидею, где Бен перерезал ему горло. Умер, хотя Локк пытался его спасти — от его жизни зависела судьба тех, кто был на корабле.

### После смерти
Отец Сун — Мистер Ву-Джунг Пайк, нанял Мартина Кими и его людей, чтобы убить Джина, за то, что он был в интимных отношениях с Сун (Ким Юнджин). Сун и Михаил Бакунин (Эндрю Дивофф), который работает с Кими, едут в банк за деньгами, который Мистер Пайк оставил для Кими. Мартин также был кредитором Омера, брата Саида, и вымогал у того деньги. Пытаясь заставить Саида платить, он пытался запугать его угрозами, чем вызвал обратную реакцию — Саид убил Кими и его телохранителей. Когда Сун и Михаил возвращаются, они обнаруживают трупы бандитов. После на Михаила набрасывается Джин (которого похитил Кими и позже запер в холодильнике, но когда Саид убил бандитов, Джин освободился) и убивает его. Одна пуля попадает в Сун и Джин уносит её в больницу.

## Создание персонажа

### Личность
Во время создания персонажа, Кими был описан как человек военного типа в конце двадцатых годов, который не задаёт вопросов во время заказов. Журналист IGN Крис Кэработт написал: «В шоу показывают, что особенности персонажа чреваты неопределенностью, Кими является полной противоположностью его морскому менталитету, что определенно выделяет его. Его команда имеет физическое преимущество и с помощью мистера Уидмора, они имеют тактическое преимущество. Кими в сериале, как бульдог, которого бросают в клетку полную котят (за исключением [иракского военного дознавателя] Саида)». Джей Глатфелтер с The Huffington Post, заявил: «Кими сумасшедший!… Из всех плохих парней на острове в прошлом, настоящем и будущем Кими должен быть одним из самых опасных. Не потому, что он силён, жесток и имеет оружие, а потому что он готов убивать даже после падения шляпы. Это не сулит ничего хорошего для наших островитян [героев]». Исполнительный продюсер и сценарист сериала Карлтон Кьюз заявил, что он и другие авторы создают «комплексы» персонажа, потому что они «заинтересованы в изучении как добра так и зла, что может быть выполнено в том же персонаже, и [писатели также заинтригованы] борьбой, которая у всех нас есть [,] для преодоления тёмной части нашей души»; однако, позднее он уточнил, что есть исключения: «Плохой Кими, он знает, что он плохой, но он … парень, который делает работу». Деймон Линделоф заявил: «Интересный момент о Кими в том, что он похож на … беспощадного кормильца. [Там] это важный момент [в финале сезона], где он только похож на убийцу, граната.. [брошенная им], в [его союзника] Омара убила последнего, что вызвало у Кими обеспокоенность». Согласно короткометражке Lost: The Complete Fourth Season — The Expanded Experience на DVD, Кими любит «тяжелое оружие» и «физически» не любит «переговоров» и «врачей».